# Lagen om tillsyn över hundar och katter
Lagen (2007:1150) om tillsyn över hundar och katter (även kallad hund- och kattlagen) är en svensk lag om tillsyn och skötsel av dessa sällskapsdjur.

## Hundar
- Hundägaren ska se till att märka sin hund så att den kan identifieras. Märkningen ska vara bestående.[2]
- Statens jordbruksverk ska föra ett för landet centralt register över hundägare (hundregistret). Hundägaren ska låta registrera sitt ägarskap i registret.[3]
- Om någon brister i tillsynen över eller skötseln av en hund, får polismyndigheten meddela de förelägganden och förbud som behövs för att förebygga skada eller avsevärd olägenhet.
- Såväl förelägganden som förbud får förenas med vite.[4]
- Anträffas en hund lös på område där lantbruksdjur finns, får hunden dödas av den som äger eller vårdar lantbruksdjuren.[5]
- När renar befinner sig inom betesområde där renskötsel då är tillåten, skall hund i trakten som ej användes i renskötseln hållas i band eller instängd.
- Anträffas en hund medan den jagar eller på annat sätt ofredar ren inom område där renskötsel då är tillåten, får hunden, om den ej låter sig upptagas, dödas av den som äger eller vårdar ren.
- Den som sålunda dödat hund är skyldig att snarast möjligt anmäla förhållandet till polismyndigheten.[6]
- En skada som orsakas av en hund skall ersättas av dess ägare eller innehavare, även om han eller hon inte vållat skadan.[7]
- Den som ersatt skada har regressrätt mot den som vållat skadan.

## Katter
- En katt som med skäl kan antas vara övergiven eller förvildad, får avlivas av jakträttshavaren eller av någon som företräder denne.[8]

Att avliva katt som inte är övergiven eller förvildad kan bedömas som skadegörelse enligt 12 kap 1 § brottsbalken. Det är dock ett uppsåtligt brott, så det måste anses styrkt att förövaren inte haft skäl att tro att katten var övergiven eller förvildad för att straffansvar ska kunna utkrävas.